# Natan Peled
Natan Peled (hebr.: נתן פלד, ur. 3 czerwca 1913 w Odessie, zm. 8 stycznia 1992) – izraelski polityk, w latach 1970–1974 minister absorpcji imigrantów, latach 1965–1969 poseł do Knesetu z listy Mapam.
W wyborach parlamentarnych w 1965 po raz pierwszy i jedyny dostał się do izraelskiego parlamentu.